# Kerekhegy (Ukrajna)
Kerekhegy (ukránul: Округла) település Ukrajnában, Kárpátalján, a Técsői járásban.

## Fekvése
Técsőtől északkeletre, Nyágova és Talaborfalu között fekvő település. Átfolyik rajta a Técső-patak.

## Története
Kerekhegy valószínűleg a török időkben keletkezett, Biharból és a Nyírség területéből ide menekült családok által. Az első családok megélhetését sokáig a környék kősóbányáiból kitermelt só jelentette az egyetlen megélhetési forrást. 1734-ben azonban a kerekhegyi sóbánya egy része beomlott, járatait talajvíz öntötte el, a beomlás helyén pedig kisebb sóstó keletkezett, melynek vizéből még párologtatással jutott sóhoz a lakosság.
A település lakosságára a bányaomlás után nehéz időszak várt. Férfi lakosai az aknaszlatinai sóbányába jártak dolgozni a hegyen keresztül, míg mások az erdőn, vagy mészégetéssel próbálták biztosítani megélhetésüket, vagy kőműves, ács munkát vállaltak.
1910-ben 340 lakosából 319 magyar, 19 német volt. Ebből 154 római katolikus, 167 görögkatolikus, 19 izraelita volt. A trianoni békeszerződés előtt Máramaros vármegye Taraczvízi járásához tartozott.
A település lakossága az 1940-es évek közepéig magyar, vagy elmagyarosodott sváb családokból állt, és az itt élő gyermekek is magyar iskolába jártak. A második világháború után a magyar iskolát bezárták, helyébe ukrán nyelvű iskola alakult, a fiatalok pedig a környező ruszin lakosságú falvakból házasodtak, ezáltal a falu rövid időn belül elruszinosodott.
2020-ig közigazgatásilag Lázihoz tartozott.

## Nevezetességek
- Római katolikus temploma - melyről a 18. század elejéről van az első adat. A helyi idősebb lakosok szerint az épület a bánya beomlásáig sóraktárként szolgált, csak a bánya bomlása után alakították át templommá.